# Ticum
Ticum är en ort i Mexiko.   Den ligger i kommunen Tekax och delstaten Yucatán, i den östra delen av landet, 1 000 km öster om huvudstaden Mexico City. Ticum ligger 40 meter över havet och antalet invånare är 922.
Terrängen runt Ticum är platt. Runt Ticum är det ganska glesbefolkat, med 24 invånare per kvadratkilometer. Närmaste större samhälle är Tecax, 9,5 km nordväst om Ticum. I omgivningarna runt Ticum växer i huvudsak städsegrön lövskog.